# Attnang
Attnang ist ein Ort im Agertal des Hausruckviertels von Oberösterreich, und Hauptort und Ortschaft der Stadtgemeinde Attnang-Puchheim im Bezirk Vöcklabruck.

## Lage
Attnang ist heute eine Stadt und umfasst etwa 700 Gebäude mit 3500 Einwohnern. Sie erstreckt sich auf der Terrasse zwischen Kohlaichbach und Redlbach/Lehbach, entlang des Bahnhofs Attnang-Puchheim und der Bundesstraße 1 Wiener Straße.
Der historische Ortskern lag im Norden, am Redlbach, wo die Salzburger Straße/Linzer Straße, die alte Fernstraße, diesen quert, zwischen dem Spitzberg und dem Hügel Hargl – er wird heute Alt-Attnang genannt. Dort steht auch noch die Alte Pfarrkirche Attnang St. Martin, und der Ortsfriedhof befindet sich westlich davon.
Der heutige Ortskern, ursprünglich Neu-Attnang am Bahnhof, mit Pfarrkirche Hl. Geist und Rathaus, wurde nach 1945 weitgehend neu errichtet, und erstreckt sich zwischen Bahnhofstraße (B 1), Römerstraße und Spitzberg.
Auf der anderen Seite des Bahnhofs, an der Salzburger Straße, befinden sich weitere Ortsteile, die Grenzen zur Ortschaft Puchheim wie auch zu Niederstraß sind nicht erkennbar.
Nachbarorte und -ortschaften:
| Hohenbaumgarten |                                               | TuffeltshamRedlham (Gem. Redlham)   |
| Steinhübl       | Kompassrose, die auf Nachbargemeinden zeigt   | Niederstraß                         |
| Puchheim        | Puchheimer Au ∗ Wankham (Ortsch., Gem. Regau) | Sicking (Ortsch., Gem. Desselbrunn) |

∗ Puchheimer Au zählt zur Ortschaft Puchheim, sodass Wankham nicht direkt angrenzt

## Geschichte

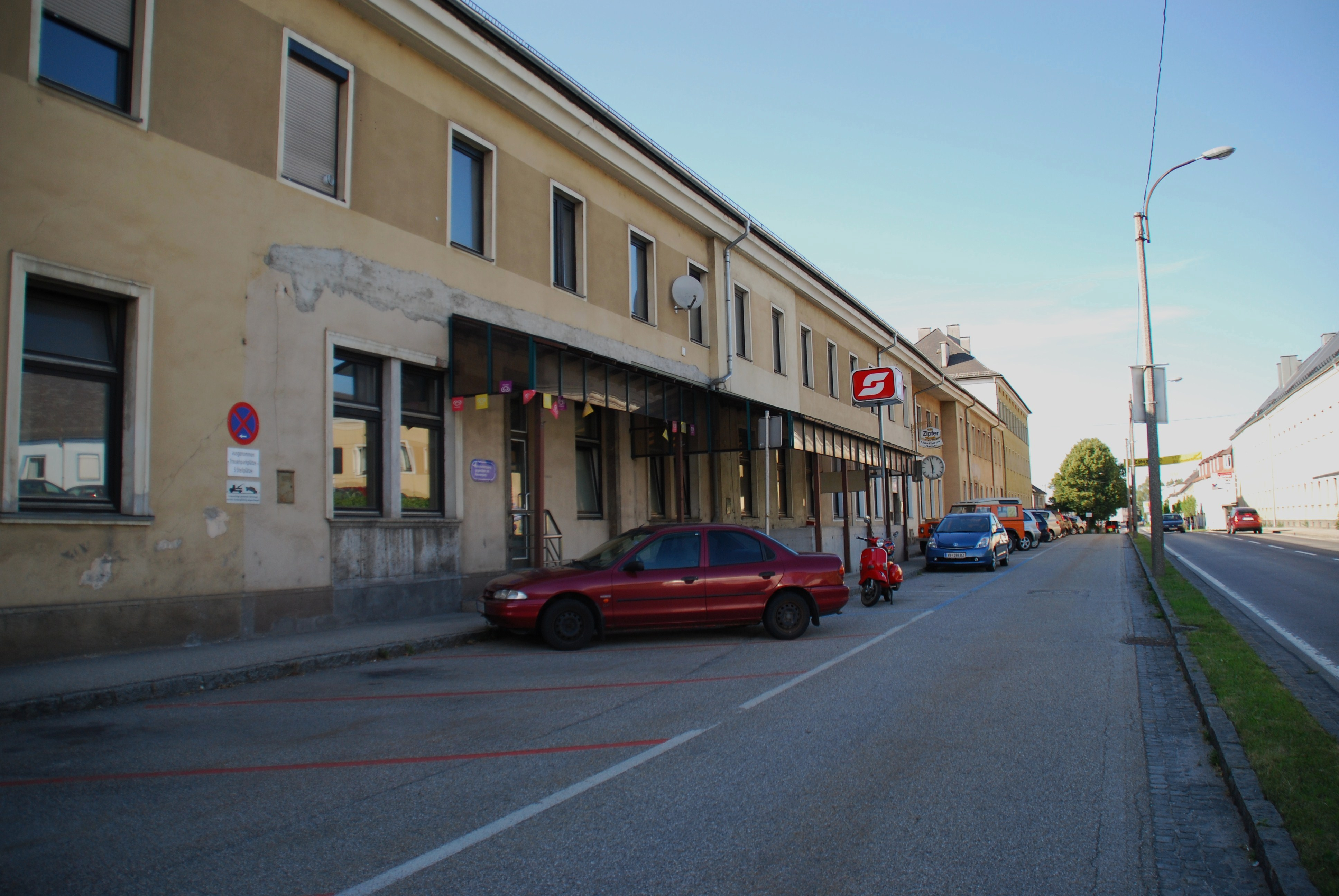
Bahnhof Attnang-Puchheim, Stadtseitiger Vorplatz an der B 1

Attnang war ursprünglich eine kleine Ansiedlung. Es ist als Otenang 1242 urkundlich ersterwähnt, geht auf *Otinwang zurück und bedeutet ‚Wang des Otto‘.
Es hatte um 1800 etwa 40, und um 1900 etwa 120 Gebäude. Es hatte aber schon im Mittelalter politische Bedeutung und war Sitz des Amts Attnang der Herrschaft Wartenburg. Es war auch immer größer als der alte Gemeindehauptort Puchheim, dem es mit Errichtung der politischen Gemeinden nach 1849 zugeordnet wurde.
Schon vor der Jahrhundertwende gewann Attnang als Standort des Bahnhofs der k.k. privilegierten Kaiserin-Elisabeth-Bahn an Bedeutung, als Kohlenumschlagplatz der Niederstrasser-Bahn nach Thomasroith, und ab 1877 dem in der Zeit der aufkommenden Sommerfrische zunehmend wichtigen Knoten mit der der Kronprinz-Rudolf-Bahn (heute Salzkammergutbahn): Zwischen 1890 und 1910 verdreifachte sich die Bevölkerung auf über 2000 Einwohner. 1912 wurde der Gemeindename Puchheim aufgrund der wachsenden Bedeutung des Ortes auf Attnang-Puchheim abgeändert.
Am 21. April 1945 wurde die Bahnhofsumgebung durch US-amerikanische Bombenangriffe stark verwüstet.
Nach Kriegsende wurde der Ortskern neu aufgebaut. Mit der Verlagerung des Gemeindeamts nach Neu-Attnang wurde Attnang ab 1955 zum Hauptort der Marktgemeinde bzw. ab 1990 Stadtgemeinde.
| Land      | Kgr. Bayern | Kronland Österreich ob der Enns | Kronland Österreich ob der Enns | Kronland Österreich ob der Enns | Kronland Österreich ob der Enns | Kronland Österreich ob der Enns | Kronland Österreich ob der Enns | [[Erste Republik (Österreich)\|(1.) Rep. Ö.]] | [[Erste Republik (Österreich)\|(1.) Rep. Ö.]] | Dt. Reich | [[Zweite Republik (Österreich)\|(2.) Republik Österreich]] | [[Zweite Republik (Österreich)\|(2.) Republik Österreich]] | [[Zweite Republik (Österreich)\|(2.) Republik Österreich]] | [[Zweite Republik (Österreich)\|(2.) Republik Österreich]] | [[Zweite Republik (Österreich)\|(2.) Republik Österreich]] | [[Zweite Republik (Österreich)\|(2.) Republik Österreich]] | [[Zweite Republik (Österreich)\|(2.) Republik Österreich]] | [[Zweite Republik (Österreich)\|(2.) Republik Österreich]] |
| --------- | ----------- | ------------------------------- | ------------------------------- | ------------------------------- | ------------------------------- | ------------------------------- | ------------------------------- | --------------------------------------------- | --------------------------------------------- | --------- | ---------------------------------------------------------- | ---------------------------------------------------------- | ---------------------------------------------------------- | ---------------------------------------------------------- | ---------------------------------------------------------- | ---------------------------------------------------------- | ---------------------------------------------------------- | ---------------------------------------------------------- |
| Jahr      | 1811        | 1825                            | 1869                            | 1880                            | 1890                            | 1900                            | 1910                            | 1923                                          | 1934                                          | 1939      | 1951                                                       | 1961                                                       | 1971                                                       | 1981                                                       | 1991                                                       | 2001                                                       | 2011                                                       | 2016                                                       |
| Einwohner |             | 214                             | 319                             | 433                             | 634                             | 1153                            | 2232                            | 2566                                          | 2705                                          | 2642      | 3152                                                       | 3384                                                       | 3580                                                       | 3586                                                       | 3452                                                       | 3412                                                       | 3291                                                       | 3329                                                       |
| Gebäude   | 42          | 43                              | 53                              | 65                              | 71                              | 122                             | 209                             | 226                                           | 296                                           |           | 316                                                        | 410                                                        | 490                                                        | 607                                                        | 642                                                        | 683                                                        |                                                            |                                                            |

Vor 1800, beim Herzogtum Österreich bzw. Fürstentum/Kronland Österreich ob der Enns, sind keine eigenständigen Zählungen belegt, für das Amt Attnang finden sich im Jahre 1649 51 Häuser.

## Sehenswürdigkeiten

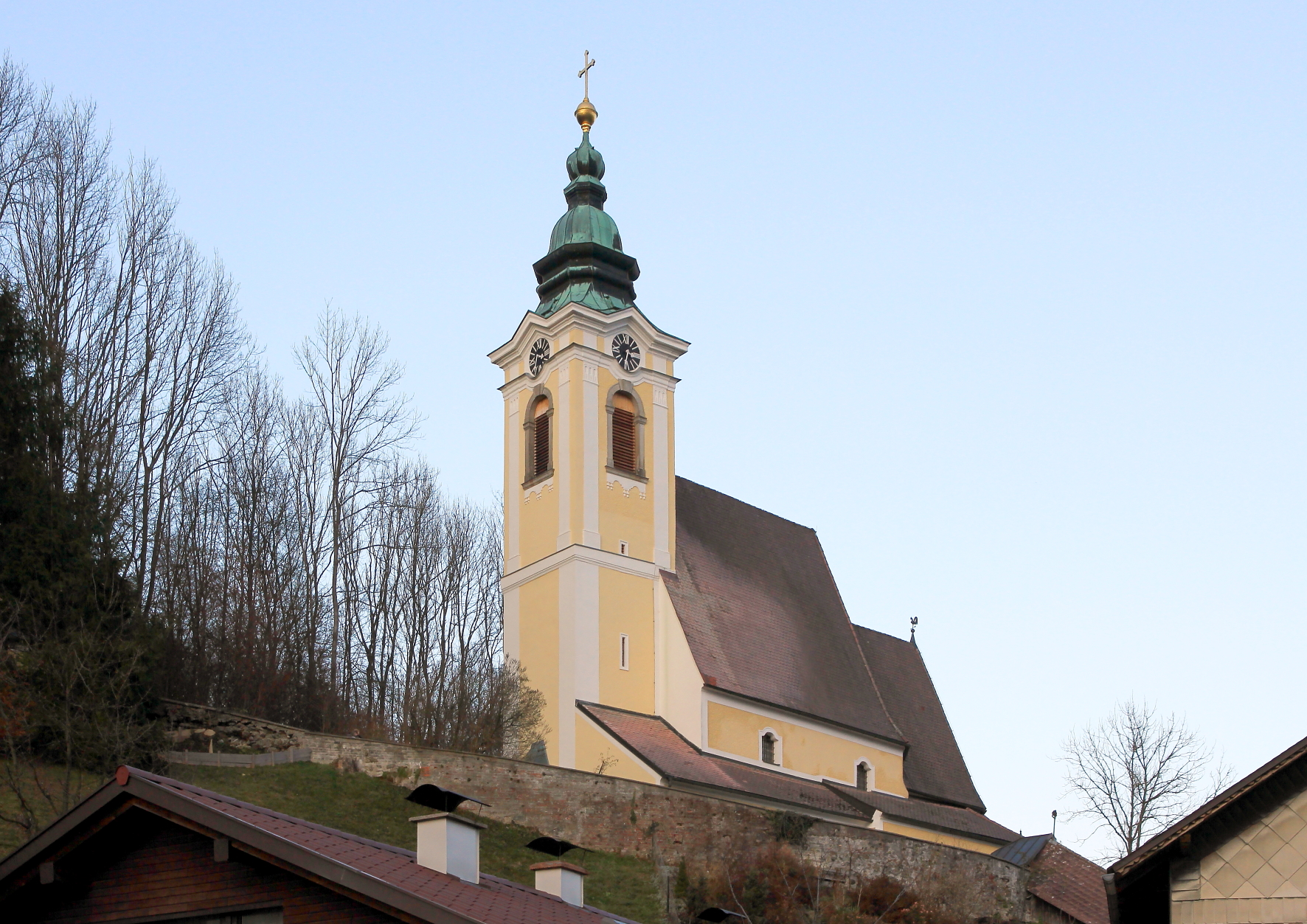
Alte Pfarrkirche St. Martin
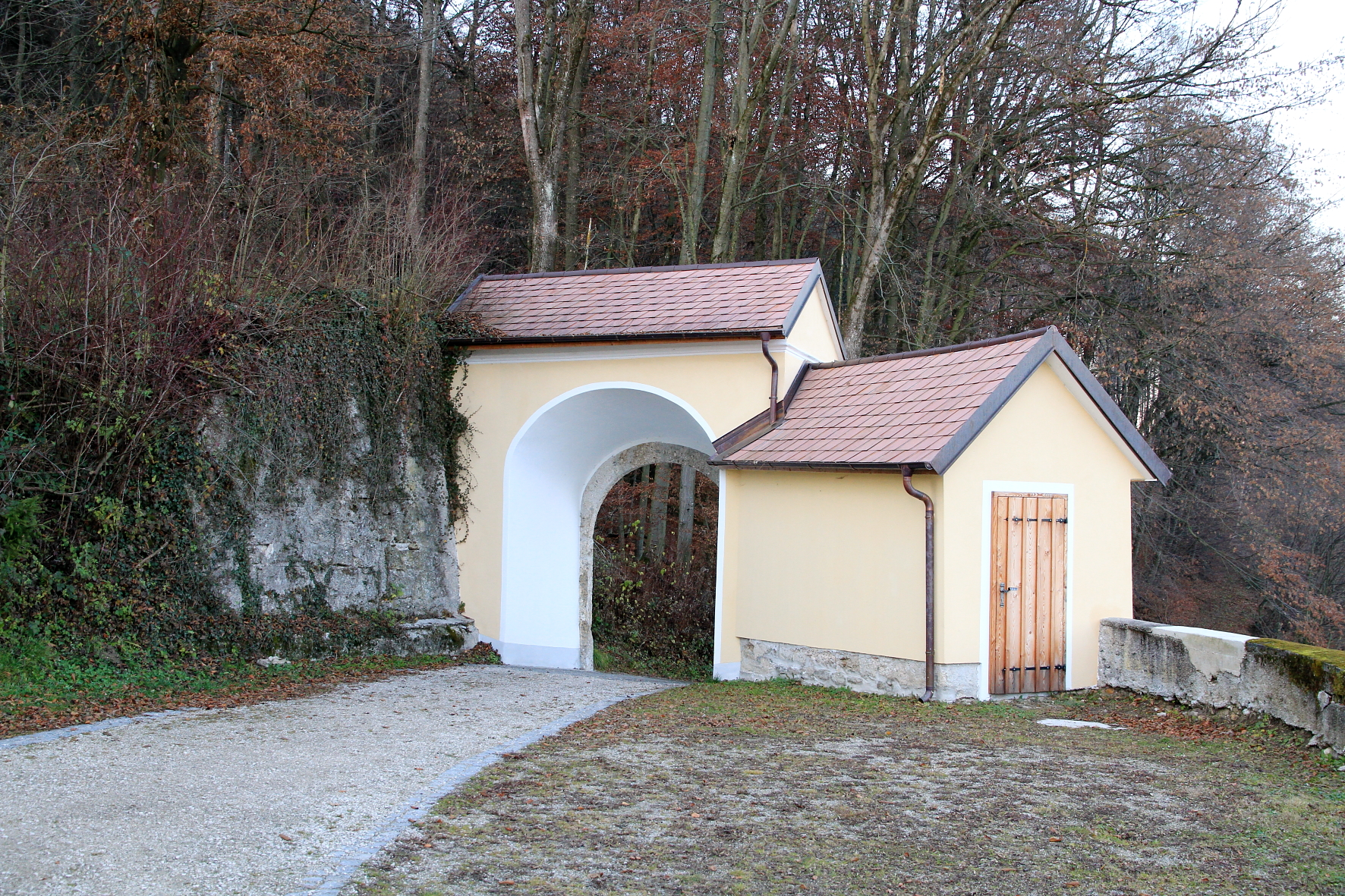
Ortsfriedhof Attnang, Tormauer
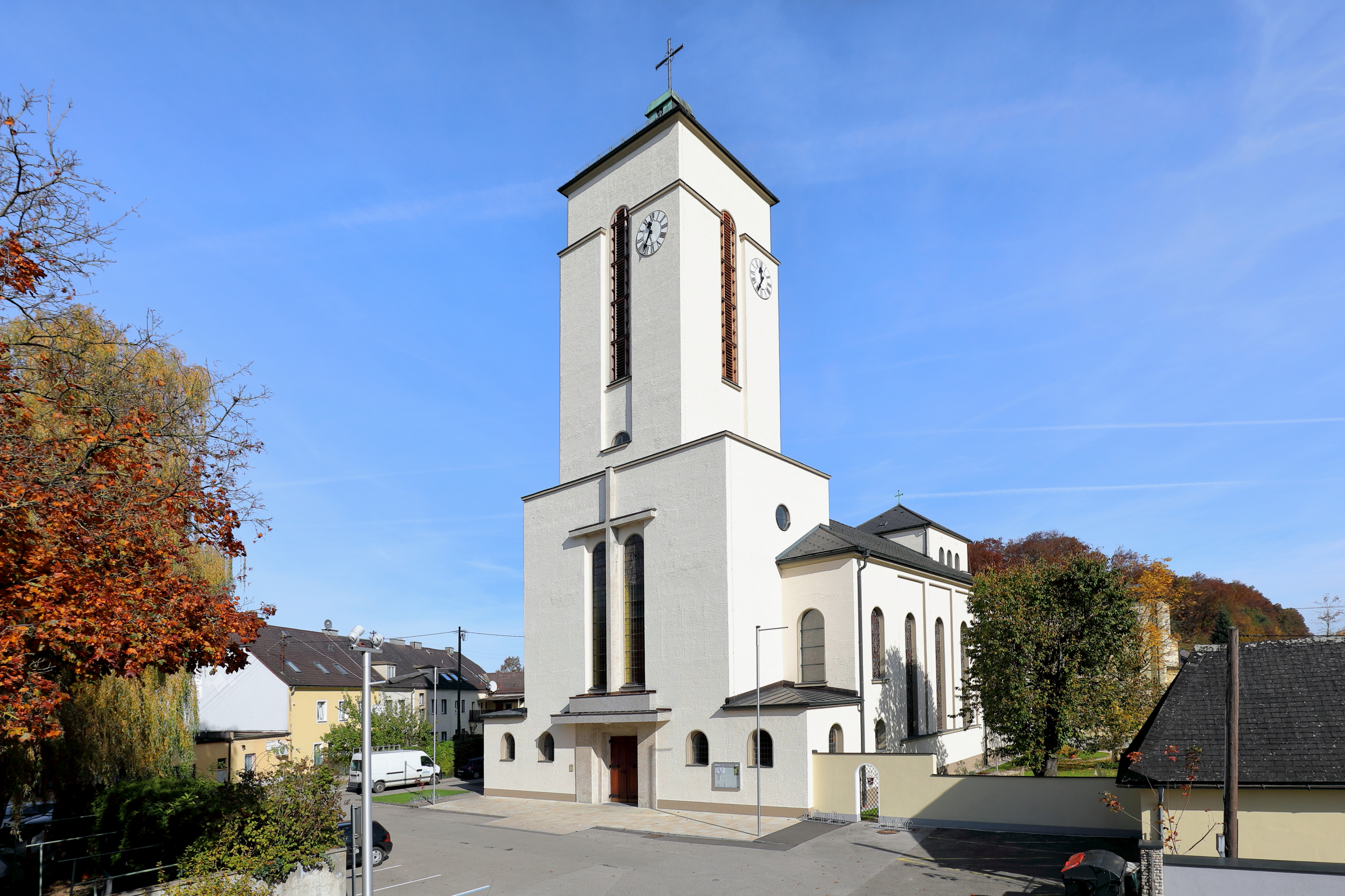
Neue Pfarrkirche Hl. Geist
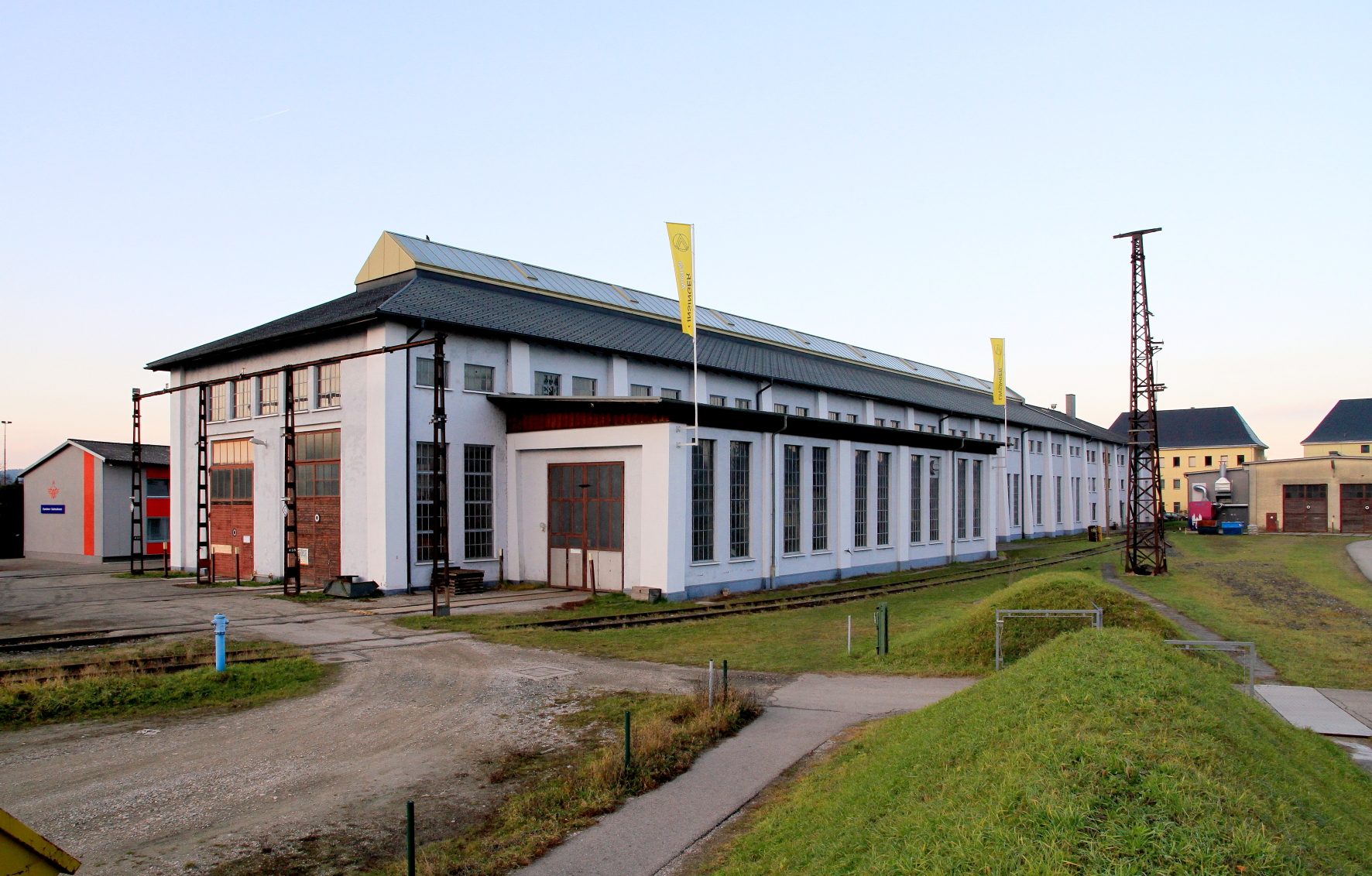
Alter Lokschuppen am Bahnhof

## Persönlichkeiten
Geboren in Attnang-Puchheim
- Franz Koch (1888–1969), Germanist, Literaturhistoriker und Hochschullehrer
- Max Lammer (1905–1966), Schauspieler
- Edith Dobesberger (1925–2002), Politikerin und Lehrerin, Abgeordnete zum Nationalrat
- Ludwig Bieringer (* 1943), Politiker, Bundesrat sowie Bürgermeister von Wals-Siezenheim
- Gerhard Fitzinger (1947–2016), Komponist, Musikpädagoge und Kirchenmusiker
- Carola Mair (* 1962), Dokumentarfilmerin und Drehbuchautorin
- Martin Schermaier (* 1963), Rechtswissenschaftler und Rechtshistoriker, Hochschullehrer
- Angelika Winzig (* 1963), Politikerin und Unternehmerin, Mitglied des Europäischen Parlaments
- Hannes Maxwald (* 1968), Motorradrennfahrer

Mit Bezug zu Attnang-Puchheim
- Bruno Primetshofer (1929–2014), römisch-katholischer Ordensgeistlicher, Kirchenrechtler und Hochschullehrer, wuchs in Attnang-Puchheim auf
- Oskar Aichinger (* 1956), Komponist und Pianist des Modern Creative Jazz, wuchs in Attnang-Puchheim auf
- Manfred Hiptmair (* 1965), Judoka, Olympiateilnehmer, kämpfte für den JSV Attnang